# マッコーリー (攻撃輸送艦)
マッコーリー (USS McCawley, AP-10/APA-4) は、第二次世界大戦中アメリカ海軍が運用していた兵員輸送艦、マッコーリー級攻撃輸送艦。艦名は第8代アメリカ海兵隊総司令官チャールズ・グリムズ・マッコーリーに因む。その名を持つ艦としては2隻目。

## 艦歴
マッコーリーの前身は1928年竣工の客船サンタ・バーバラ（Santa Barbara）である。サンタ・バーバラはファーネス造船会社で完成し、グレース海運会社で就航する。アメリカ海軍によって1940年7月26日に取得され、7月29日マッコーリーと改名、マッコーリーは9月11日に艦長H・D・マクヘンリー大佐の指揮下就役した。就役時の艦種は兵員輸送艦 (AP-10) であったが1943年2月1日、攻撃兵員輸送艦 (APA-4) に変更された。
1942年2月19日、マッコーリーは兵員を乗せアイスランドへ向けて出航した。3月25日にニューヨークに帰還し、その後バージニア州ノーフォークに向けて出航、途中太平洋艦隊への配属命令を受けた。
4月18日にパナマ運河を通過、5月8日にパゴパゴで海兵隊の飛行士を下艦させ、ニュージーランドのウェリントンに向かった。南太平洋では揚陸部隊に合流し、連合国軍の最初の反撃となるガダルカナル島の戦い直前にリッチモンド・K・ターナー少将の旗艦となる。
作戦は8月7日に開始し、08:00にツラギ島への上陸が、09:19にガダルカナル島のルンガ・ポイントへの上陸が開始した。空襲は8日に始まった。マッコーリーは砲撃により初の撃墜を記録し、3機を破壊、合計4機の戦果を挙げた。
9日にはサボ島での砲戦の火炎を目撃した。この海戦ではアメリカ軍の重巡洋艦アストリア (USS Astoria, CA-34）、クインシー（USS Quincy, CA-39）、ヴィンセンス（USS Vincennes, CA-44）およびオーストラリア海軍の重巡洋艦キャンベラ（HMAS Canberra, D33）が失われ、シカゴ (USS Chicago, CA-29) が大きく損傷した。マッコーリーは貨物の揚陸を継続し、その日の午後ヌメアに向けて出航した。
マッコーリーは9月18日にガダルカナル島に戻り、補給物資と援軍を上陸させた後その日の午後に負傷者および捕虜を乗せて出航した。不幸なことに船団護衛中の空母ワスプ（USS Wasp, CV-7）が失われ、戦艦ノースカロライナ（USS North Carolina, BB-55）および駆逐艦オブライエン（USS O'Brien, DD-415）が雷撃によって損傷した。
10月9日、マッコーリーは船団と共に再びガダルカナル島に向かい、2,800名の援軍を送り届けた。船団の護衛部隊であるノーマン・スコット少将指揮する巡洋艦隊は10月11日から12日にかけての夜にエスペランス岬において敵の攻撃を退け、船団を無事に護衛した。マッコーリーは兵員と物資を揚陸し、負傷兵と捕虜を乗せてヌメアに帰還した。
11月8日、マッコーリーは第67任務部隊の他の艦と共にヌメアを出航、ガダルカナル島に向かった。ダニエル・J・キャラハン少将指揮する2隻の巡洋艦および3隻の駆逐艦が護衛を担当した。同じ頃、スコット少将指揮する1隻の巡洋艦および4隻の駆逐艦が護衛する別の船団がエスピリトゥサント島を出航した。船団は第64任務部隊の戦艦および駆逐艦の作戦活動を支援する予定であった。
エスピリトゥサント島からの船団は11日にルンガ・ポイントに到着し、マッコーリーを含むヌメアからの船団は12日に到着した。12日の夕暮れまでにトラック島からの日本艦隊の動静報告が増加し、船団は雷撃機や爆撃機の攻撃にもかかわらず搭載物資の9割を揚陸した。
マッコーリーはエスピリトゥサント島に帰還させられた。キャラハン少将とスコット少将の両艦隊は日本艦隊と12日から15日にかけて激戦を繰り広げ、日本軍は2隻の戦艦、1隻の巡洋艦、3隻の駆逐艦および11隻の輸送艦を失った。アメリカ軍は2隻の巡洋艦と7隻の駆逐艦を失い、キャラハン少将とスコット少将は両名とも戦死した。
11月24日に、マッコーリーはヌメアを出航し、オーバーホールのためにウェリントンに向かった。1943年1月10日に第1海兵強襲大隊および第3パラシュート大隊を乗せてニューカレドニアに戻った。両部隊を下艦させた後、陸軍部隊と建築機材を積み込み、ガダルカナル島の補給活動を再開した。マッコーリーは1943年2月1日に APA-4 （攻撃輸送艦）へ艦種変更され、6月中旬までガダルカナル島への補給を継続した。続いてニュージョージア島およびソロモン諸島侵攻のための準備を始める。
6月30日の06:43にマッコーリーはレンドバ島で物資の揚陸を始めた。揚陸完了前の13:50に作業は中断され、日本軍の雷撃機による攻撃を受ける。マッコーリーは砲撃により4機を撃墜したが、魚雷が機関室に命中し15名が死亡、動力が全てダウンした。この攻撃は陸攻26機と零戦24機、または陸攻27機（七〇二空18機、七〇五空9機）と零戦25機によるものであった。
攻撃の後ターナー少将とそのスタッフは駆逐艦ファーレンホルト (USS Farenholt, DD-491) に移乗した。ウィルキンソン少将は浮上作業を指揮するためマッコーリーに留まった。攻撃貨物輸送艦リブラ (USS Libra, AKA-12) が牽引するため現場に到着し、ラルフ・タルボット (USS Ralph Talbot, DD-390) とマッカーラ (USS McCalla, DD-488) が援護に訪れた。
16:40に、浮上作業班以外のすべての乗組員がラルフ・タルボットによって救助された。その後すぐ部隊は急降下爆撃機によって攻撃された。マッコーリーは機銃掃射を受けたもののそれ以上の損傷は受けず、浮上作業班は砲撃により敵機3機のうち1機を破壊した。18:50までに艦後部の吃水は38フィートに増え、ウィルキンソン少将はマッカーラに対して接舷して浮上作業班を回収するよう命じた。1時間以内に全ての乗員がマッカーラに移乗し、マッコーリーは無人となった。
20:23にマッコーリーは再び雷撃を受け、30秒以内に沈没した。翌日、味方の魚雷艇6隻に敵と誤認されて攻撃を受け沈没したことが判明した。
マッコーリーは第二次世界大戦の戦功で5個の従軍星章を受章した。